# 100 Years
"100 Years" is een nummer van de Nederlandse zangeres Joey Dyser. Het nummer werd uitgebracht op haar enige album Who's a Fulltime Saint? uit 1975. Dat jaar werd het nummer uitgebracht als de debuutsingle van Dyser.

## Achtergrond
"100 Years" is geschreven door Dyser (onder haar echte naam Josje Duister), gearrangeerd door Dick Bakker en geproduceerd door Alberto Gemerts. Duister schreef het nummer in 1973 op haar gitaar. Korte tijd later vroeg Duco de Rijk, voormalig gitarist van Zen en de vriend van haar benedenbuurvrouw, of zij de nieuwe geluidsapparatuur in zijn studio wilde testen. Duister zong hierop haar pasgeschreven liedje. Deze opname werd een jaar lang vergeten, totdat deze gedraaid werd op een feest bij Duister thuis. Een van de gasten vond het goed klinken en koppelde Duister aan producer Gemerts. Een maand later nam Duister in de Dureco-studio in Weesp een professionele versie van het nummer op voor platenmaatschappij Delta, waarbij zij de artiestennaam Joey Dyser aannam.
In december 1974 werd "100 Years" uitgebracht op single. Op 21 januari 1975 trad Duister op in het televisieprogramma Toppop ter promotie van de single. Duister was in eerste instantie niet tevreden met haar optreden, aangezien zij "maar wat stond te zingen en er gebeurde niets". Met haar manager Jean-Pierre Burdorf kwam zij op het idee om het lied zittend op een pauwentroon te zingen, ter versterking van het thema van het nummer, afscheid nemen van een voormalige liefde. De single werd een groot succes en behaalde de eerste plaats in de Nederlandse Top 40, de Nationale Hitparade en de voorloper van de Vlaamse Ultratop 50. Daarnaast kwam het ook tot plaats 42 in de voorloper van de Waalse Ultratop 50. Tevens werd de Duitstalige versie onder de titel "Was ist denn bloss gescheh'n" een grote hit in Duitsland. Al snel waren er 100.000 exemplaren verkocht en het platenlabel wilde een gouden plaat geven. De zangeres zag er niets in; ze wilde liever een kettinkje.
Naar aanleiding van het succes van "100 Years" werd Duister gevraagd om een compleet album te maken. Zij twijfelde hierover, aangezien zij haar tijd met haar gezin wilde doorbrengen, maar uiteindelijk ging zij toch overstag. Het album werd uiteindelijk uitgebracht onder de naam Who's a Fulltime Saint? De overige singles van dit album, "Let the Sun Shine In (On My World Again)" en "War Is Over", werden echter grotendeels genegeerd door het publiek. Hierna stapte zij uit de muziekwereld, alhoewel in 1977 vrij onverwacht de single "Paul" werd uitgebracht, maar ook zonder succes. Hierdoor wordt Joey Dyser ook gezien als een goed voorbeeld van een eendagsvlieg. "100 Years" werd in 2009 nog gebruikt in de musical Dromen... zijn bedrog, waarin succesvolle Nederlandse nummers worden gezongen.

## Hitnoteringen

### Nederlandse Top 40
| Hitnotering: 25-01-1975 t/m 19-04-1975 | Hitnotering: 25-01-1975 t/m 19-04-1975 | Hitnotering: 25-01-1975 t/m 19-04-1975 | Hitnotering: 25-01-1975 t/m 19-04-1975 | Hitnotering: 25-01-1975 t/m 19-04-1975 | Hitnotering: 25-01-1975 t/m 19-04-1975 | Hitnotering: 25-01-1975 t/m 19-04-1975 | Hitnotering: 25-01-1975 t/m 19-04-1975 | Hitnotering: 25-01-1975 t/m 19-04-1975 | Hitnotering: 25-01-1975 t/m 19-04-1975 | Hitnotering: 25-01-1975 t/m 19-04-1975 | Hitnotering: 25-01-1975 t/m 19-04-1975 | Hitnotering: 25-01-1975 t/m 19-04-1975 | Hitnotering: 25-01-1975 t/m 19-04-1975 | Hitnotering: 25-01-1975 t/m 19-04-1975 |
| Week                                   | 1                                      | 2                                      | 3                                      | 4                                      | 5                                      | 6                                      | 7                                      | 8                                      | 9                                      | 10                                     | 11                                     | 12                                     | 13                                     |                                        |
| -------------------------------------- | -------------------------------------- | -------------------------------------- | -------------------------------------- | -------------------------------------- | -------------------------------------- | -------------------------------------- | -------------------------------------- | -------------------------------------- | -------------------------------------- | -------------------------------------- | -------------------------------------- | -------------------------------------- | -------------------------------------- | -------------------------------------- |
| Positie                                | 25                                     | 17                                     | 9                                      | 5                                      | 2                                      | 1                                      | 1                                      | 1                                      | 3                                      | 6                                      | 14                                     | 25                                     | 40                                     | uit                                    |

### Nationale Hitparade
| Hitnotering: 01-02-1975 t/m 12-04-1975 | Hitnotering: 01-02-1975 t/m 12-04-1975 | Hitnotering: 01-02-1975 t/m 12-04-1975 | Hitnotering: 01-02-1975 t/m 12-04-1975 | Hitnotering: 01-02-1975 t/m 12-04-1975 | Hitnotering: 01-02-1975 t/m 12-04-1975 | Hitnotering: 01-02-1975 t/m 12-04-1975 | Hitnotering: 01-02-1975 t/m 12-04-1975 | Hitnotering: 01-02-1975 t/m 12-04-1975 | Hitnotering: 01-02-1975 t/m 12-04-1975 | Hitnotering: 01-02-1975 t/m 12-04-1975 | Hitnotering: 01-02-1975 t/m 12-04-1975 | Hitnotering: 01-02-1975 t/m 12-04-1975 |
| Week                                   | 1                                      | 2                                      | 3                                      | 4                                      | 5                                      | 6                                      | 7                                      | 8                                      | 9                                      | 10                                     | 11                                     |                                        |
| -------------------------------------- | -------------------------------------- | -------------------------------------- | -------------------------------------- | -------------------------------------- | -------------------------------------- | -------------------------------------- | -------------------------------------- | -------------------------------------- | -------------------------------------- | -------------------------------------- | -------------------------------------- | -------------------------------------- |
| Positie                                | 17                                     | 7                                      | 3                                      | 1                                      | 1                                      | 1                                      | 3                                      | 4                                      | 8                                      | 13                                     | 29                                     | uit                                    |

### NPO Radio 2 Top 2000
| Nummer met noteringen in de NPO Radio 2 Top 2000 | '99 | '00 | '01 | '02  | '03 | '04  | '05  | '06  | '07  | '08  | '09  | '10  | '11  | '12  | '13  |
| ------------------------------------------------ | --- | --- | --- | ---- | --- | ---- | ---- | ---- | ---- | ---- | ---- | ---- | ---- | ---- | ---- |
| 100 Years                                        | 709 | 852 | 904 | 1216 | 923 | 1204 | 1381 | 1396 | 1244 | 1218 | 1445 | 1564 | 1794 | 1044 | 1614 |

1. ↑  Een vetgedrukt getal geeft de hoogste notering aan.
2. ↑  Deze tabel is bijgewerkt tot en met de laatste editie (2024).